# Glutaminsyre
Glutaminsyre (forkortet Glu og E) er en af de 20 standardaminosyrer, der indgår i proteiner. Glx og Z betegner desuden både glutaminsyre og glutamin. Glutamat bruges om carboxylatanionen af glutaminsyre, som denne eksisterer som ved neutral pH. Aminosyren kodes for ved GAA og GAG. Den er ikke en af de essentielle aminosyrer.
Som navnet indikerer har glutaminsyre en carboxylsyre i sidekæden. Ved neutral pH er H+ fraspaltet og aminosyren betegnes derfor oftest som glutamat. pKa for glutaminsyre er 4,1, hvilket betyder, at under denne pH vil mere end halvdelen af glutaminsyremolekylerne ikke være ioniserede.

## Biosyntese
| Reaktanter                           | Produkter               | Enzymer      |
| ------------------------------------ | ----------------------- | ------------ |
| Glutamin + H2O                       | → Glu + NH3             | GLS          |
| NAcGlu + H2O                         | → Glu + Acetat          | (ukendt)     |
| α-ketoglutarat + NADPH + NH4+        | → Glu + NADP+ + H2O     | GLUD         |
| α-ketoglutarate + α-aminosyre        | → Glu + α-oxosyre       | transaminase |
| 1-pyrrolin-5-carboxylat + NAD+ + H2O | → Glu + NADH            | ALDH         |
| N-formimino-L-glutamat + FH4         | → Glu + 5-formimino-FH4 | FTCD         |

## Funktion
I metabolismen er glutaminsyre en vigtig brik. Aminosyrer i proteiner nedbrydes som et led i fordøjelsen. Et led i nedbryddelsen er transaminering foretaget af enzymer i gruppen transaminaser. Ved denne proces overføres aminogruppen fra en aminosyre til en α-ketosyre. Reaktionen kan generaliseres som følger.
R1-aminosyre + R2-α-ketosyre ⇌ R1-α-ketosyre + R2-aminosyre
En meget normal α-ketosyre er α-ketoglutarat, et mellemstadie i citronsyrecyklen. Transmainering af α-ketoglutarat giver glutamat. Det resulterende α-ketosyre-produkt er også ofte brugbart, idet det kan fungere som brændstof eller som substrat for yderligere metabolske processer. Kendte eksempler er
Alanin + α-ketoglutarat ⇌ pyruvat + glutamat
Aspartat + α-ketoglutarate ⇌ oxaloacetat + glutamat
Både pyruvat og oxaloacetat er vigtige komponenter i cellers metabolisme, da de bidrager som substrater eller mellemstadier i fundamentale processer som glykolyse, glukoneogenese og også citronsyrecyklen.